# Ilex tsoi
Ilex tsoi är en järneksväxtart som beskrevs av Elmer Drew Merrill och Chun. Ilex tsoi ingår i släktet järnekar, och familjen järneksväxter. Utöver nominatformen finns också underarten I. t. guangxiensis.